# Rödmaskad malkoha
Rödmaskad malkoha (Phaenicophaeus pyrrhocephalus) är en hotad fågel i familjen gökar som enbart förekommer på Sri Lanka.

## Utseende och läten
Rödmaskad malkoha är en 46 cm lång omisskännlig gök med ordentligt med röd, bar hud i ansiktet. Undersidan är vitaktig med svart på nedre delen av strupen och övre delen av bröstet. Bland lätena hörs korta och gläfsande visslingar, låga "kra" och ihåliga "kok".

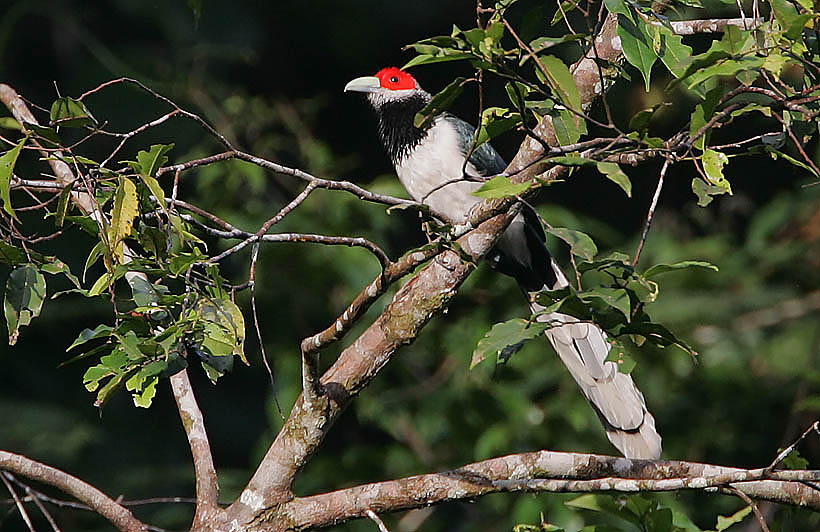

## Utbredning och status
Fågeln förekommer enbart på Sri Lanka. IUCN kategoriserar arten som sårbar.